# Soi Cowboy

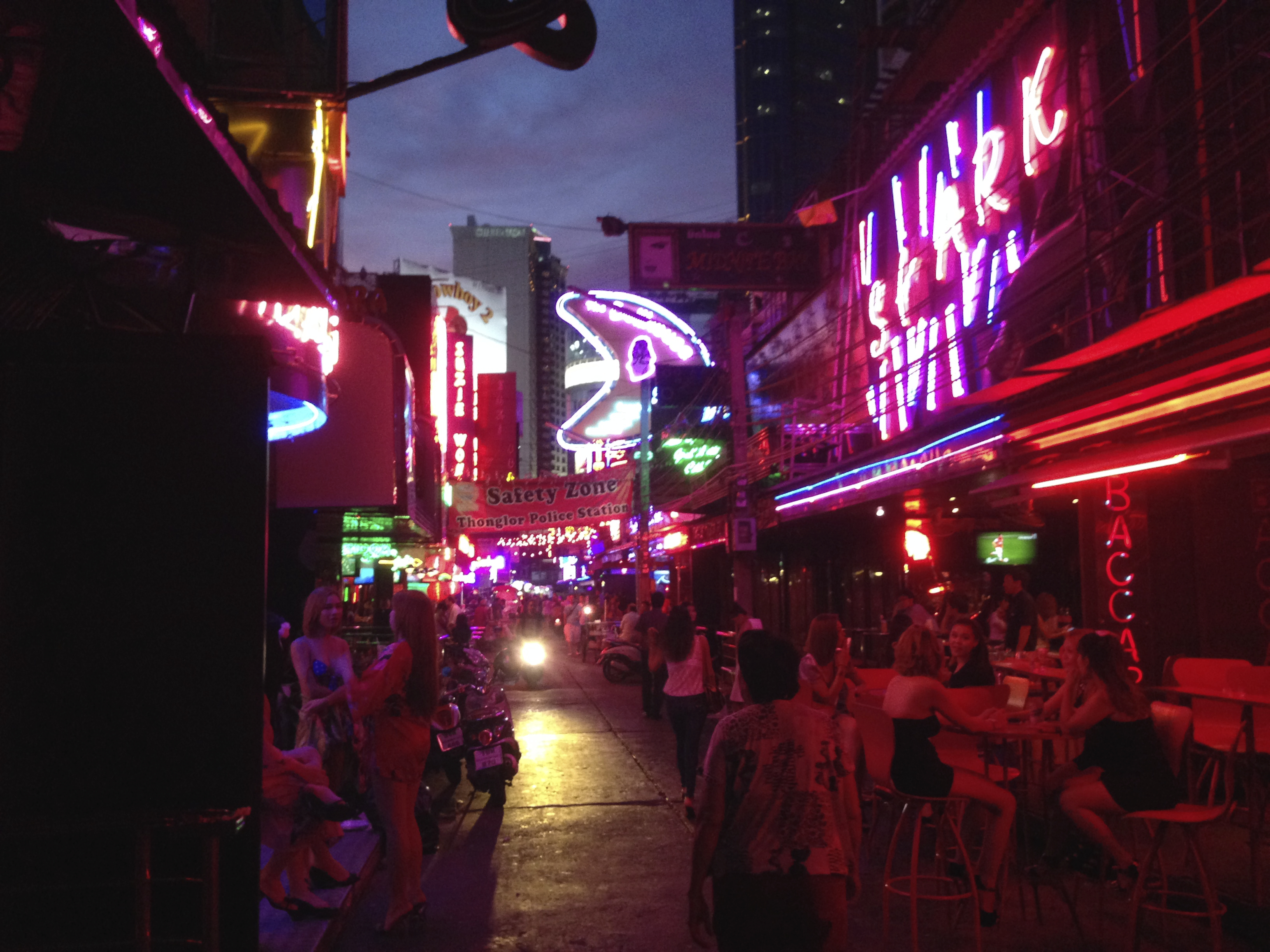
Soi Cowboy di notte

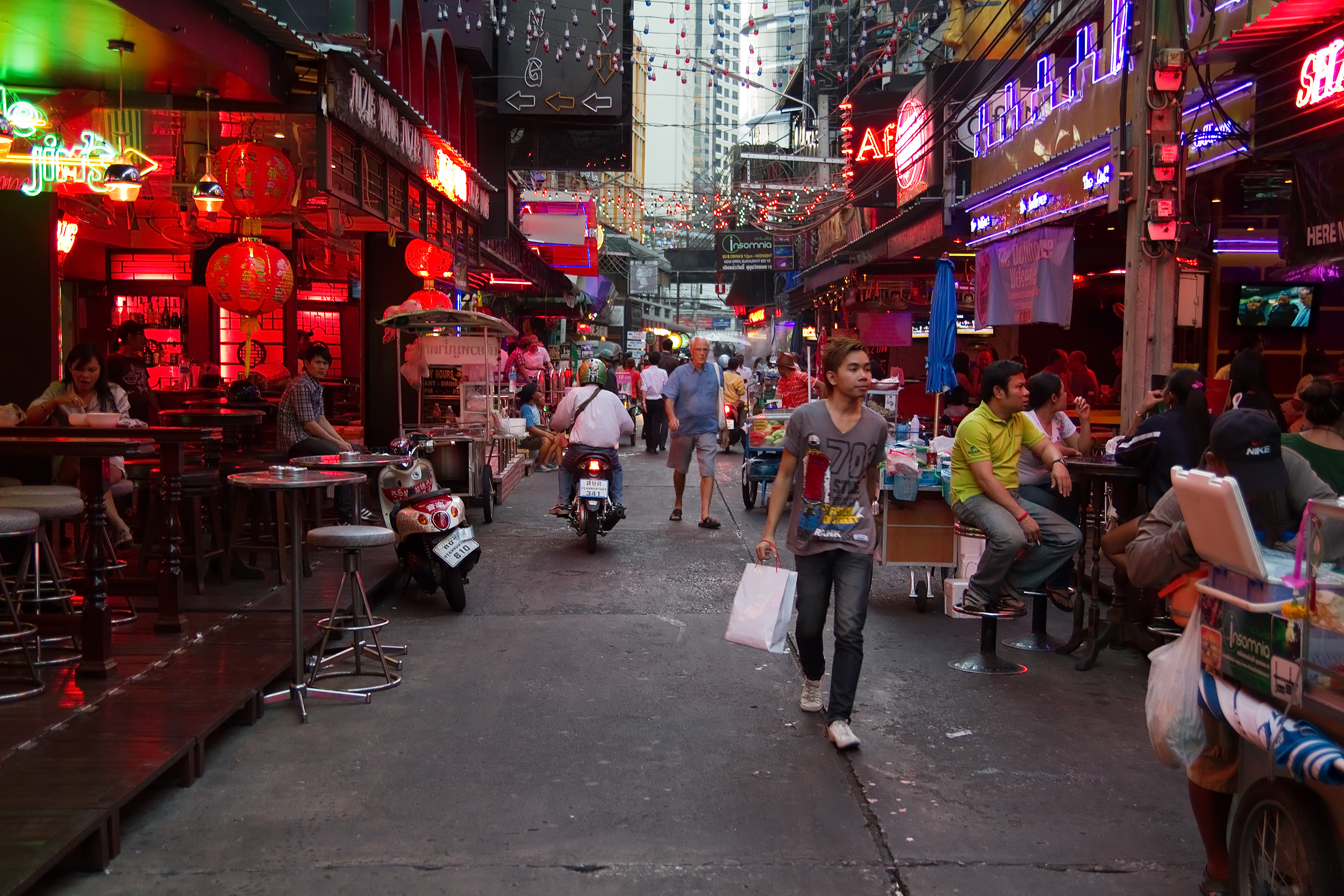
Soi Cowboy al tramonto

Soi Cowboy è una breve strada, lunga 150 metri, di Bangkok, in Tailandia, con circa 40 go-go bar, che si rivolge principalmente a turisti stranieri. Soi Cowboy contiene uno dei tre più grandi gruppi di bar rivolti agli stranieri di Bangkok (gli altri due sono Patpong e Soi Nana).

## Descrizione
Soi Cowboy si trova vicino a Sukhumvit, tra Asok Montri Road (Soi Sukhumvit 21) e Soi Sukhumvit 23, a pochi passi dalla stazione Asok del BTS Skytrain e dalla stazione Sukhumvit della MRT di Bangkok. I go-go bar seguono lo schema comune in Thailandia: vengono servite bevande alcoliche e donne in bikini ballano su un palco. Si balla in topless o addirittura nudi.

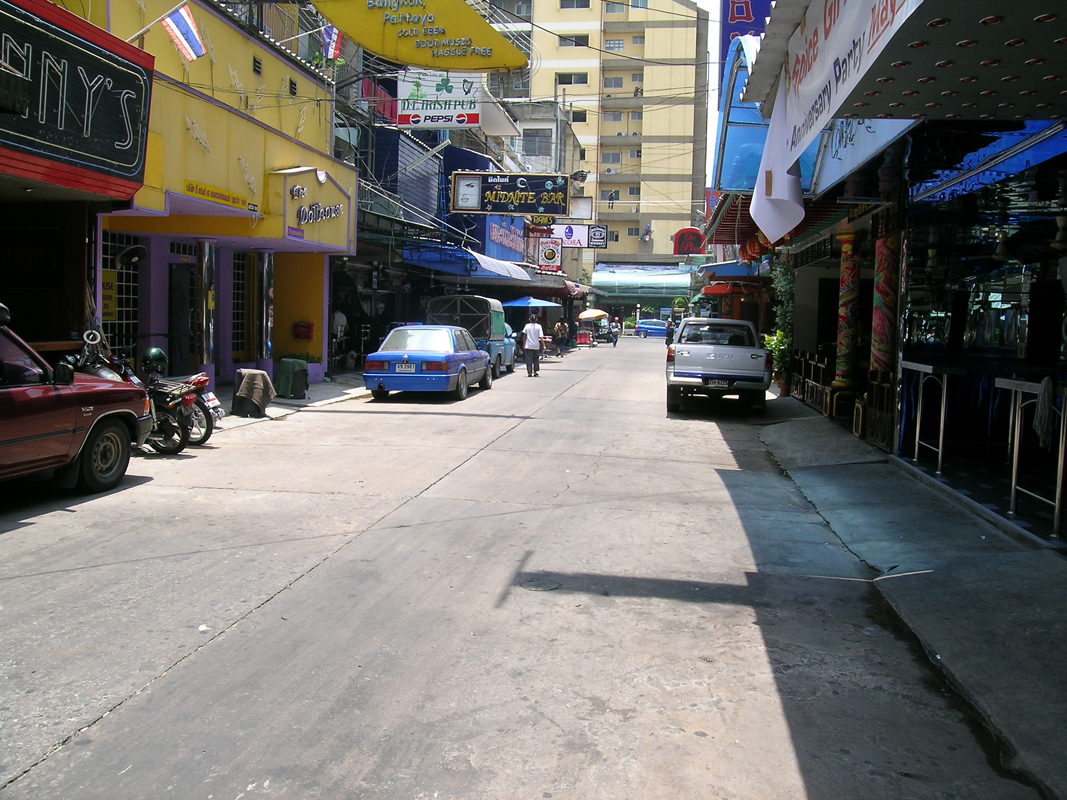
Soi Cowboy durante il giorno, con Fanny's, Dollhouse e Midnite Bar visibili sulla sinistra

Il primo bar aprì a Soi Cowboy all'inizio degli anni '70, ma fu solo nel 1977 che un secondo bar venne aperto nella strada da TG "Cowboy" Edwards, un aviatore americano in pensione. Edwards deve il suo soprannome ad un cappello da cowboy e al soi è stato dato il suo nome dal giornalista di vita notturna di lunga data Bernard Trink. Il numero dei bar salì a 31 alla fine del secolo, tutti situati al piano terra.
Quando il primo ministro Thaksin Shinawatra è stato eletto nel 2001, il suo governo ha avviato una campagna di "ordine sociale", in virtù della quale tutti i bar, i locali notturni e i ristoranti dovevano chiudere entro le 2:00, orario successivamente anticipato all'1:00 per tutte le aree non ufficialmente designate come "zone di intrattenimento". È stato persino discusso un orario di chiusura obbligatorio a mezzanotte. Nel corso degli anni questa politica si è allentata e alcuni bar Soi Cowboy rimangono aperti fino alle 02:00.